# 门迪奇诺
门迪奇诺（義大利語：Mendicino），是意大利科森扎省的一个市镇。总面积35平方公里，人口9405人，人口密度268.7人/平方公里（2009年）。ISTAT代码为078079。